# Malviès

Malviès este o comună în departamentul Aude din sudul Franței. În 1 ianuarie 2022 avea o populație de 362 de locuitori.